# Communauté de communes Porte d’Occitanie
Die Communauté de communes Porte d’Occitanie ist ein ehemaliger französischer Gemeindeverband mit der Rechtsform einer Communauté de communes im Département Haute-Vienne in der Region Nouvelle-Aquitaine. Sie wurde am 27. Dezember 1997 gegründet und umfasste neun Gemeinden. Der Verwaltungssitz befand sich im Ort Bessines-sur-Gartempe.

## Historische Entwicklung
Mit Wirkung vom 1. Januar 2017 fusionierte der Gemeindeverband mit 
- Communauté de communes l’Aurence et Glane Développement sowie
- Communauté de communes des Monts d’Ambazac et du Val du Taurion

und bildete so die Nachfolgeorganisation Communauté de communes Élan Limousin Avenir Nature.

## Ehemalige Mitgliedsgemeinden
1. Bersac-sur-Rivalier
2. Bessines-sur-Gartempe
3. Compreignac
4. Folles
5. Fromental
6. Laurière
7. Razès
8. Saint-Léger-la-Montagne
9. Saint-Sulpice-Laurière